# Medetera chandleri
Medetera chandleri är en tvåvingeart som beskrevs av Daniel J. Bickel 1987. Medetera chandleri ingår i släktet Medetera och familjen styltflugor.
Artens utbredningsområde är Sri Lanka. Inga underarter finns listade i Catalogue of Life.